# Бурлуцкий, Олег Викторович
Олег Викторович Бурлуцкий (род. 15 марта 1964, Прокопьевск, Кемеровская область) — советский и российский хоккеист, защитник. Мастер спорта России.

## Биография
Воспитанник прокопьевского «Шахтёра». Выступал за «Шахтёр» 1981/82 — 1984/85), СКА Новосибирск (1984/85 — 1986/87),
«Спартак» Москва (1986/87 — 1988/89), «Кристалл» Электросталь (1987/88, 1999/2000 — 2001/02), «Трактор» Липецк (1988/89), «Авангард» Омск (1989/90 — 1991/92, 1995/96 — 1997/98), ЦСК ВВС Самара (1992/93), «Лада» Тольятти (1992/93 — 1994/95), «Северсталь» Череповец (1998/99), «Химик» Воскресенск (2000), «Сибирь» (2001), «Нефтяник» Лениногорск (2001/02 — 2005/06), «Капитан» Ступино (2005/06 — 2006/07).
Окончил Омский государственный университет.
Тренер в командах «Капитан» (2006/07 — 2008/09), «Рысь» Можайск (2009/10), в школе «Спартака» Москва с командой 1998 года рождения (2010/11). Тренер в СДЮСШОР «Град» (Москва).
Брат Дмитрий (род. 1971) также хоккеист.

## Достижения
- Чемпион России (1994)
- Серебряный призёр России (1993, 1995)
- Бронзовый призёр России (1996)
- Серебряный призёр «Приза Известий» (1993) в составе второй сборной России[2].